# 1966 v športu
1966 v športu. 

## Avto - moto šport
- Formula 1: Jack Brabham, Avstralija, Brabham-Repco, je slavil s štirimi zmagami in 42 točkami, konstruktorski naslov je šel prav tako v roke moštva Brabham-Repco z osvojenimi 42 točkami
- 500 milj Indianapolisa: slavil je Graham Hill, Anglija, z bolidom Lola/Ford, za moštvo Mecom Racing Team[1]

## Kolesarstvo
- Tour de France 1966: Lucien Aimar, Francija
- Giro d'Italia: Gianni Motta, Italija

## Košarka
- Pokal evropskih prvakov: Olimpia (Simmenthal) Milan
- NBA: Boston Celtics slavijo s 4 proti 3 v zmagah nad Los Angeles Lakers[2]

## Nogomet
- Pokal državnih prvakov: Real Madrid je slavil s 2-1 proti Partizanu[3]
- Svetovno prvenstvo v nogometu - Anglija 1966: Anglija v finalu slavi nad Zahodno Nemčijo s 4-2 po podaljšku, tretje mesto je osvojila Portugalska[4]

## Smučanje
- Alpsko smučanje: 
  - Svetovno prvenstvo v alpskem smučanju - Portillo 1966: 
    - Moški:
    - Slalom: Carlo Senoner, Italija
    - Veleslalom: Guy Périllat, Francija
    - Smuk: Jean-Claude Killy, Francija
    - Kombinacija: Jean-Claude Killy, Francija
    - Ženske:
    - Slalom: Annie Famose, Francija
    - Veleslalom: Marielle Goitschel, Francija
    - Smuk: Marielle Goitschel, Francija
    - Kombinacija: Marielle Goitschel, Francija

- Nordijsko smučanje:  
  - Svetovno prvenstvo v nordijskem smučanju - Oslo 1966: 
    - Smučarski skoki: 
      - Srednja skakalnica: Bjørn Wirkola, Norveška
      - Velika skakalnica: Bjørn Wirkola, Norveška

## Tenis
- Moški:
  - Odprto prvenstvo Avstralije: Roy Emerson, Avstralija[5]
  - Odprto prvenstvo Anglije - Wimbledon: Manuel Santana, Španija[6]
- Ženske: 
  - Odprto prvenstvo Avstralije: Margaret Smith Court, Avstralija[7]
  - Odprto prvenstvo Anglije - Wimbledon: Billie Jean King, ZDA[8]
- Davisov pokal: Avstralija slavi s 4-1 proti Indiji[9]

## Hokej na ledu
- NHL - Stanleyjev pokal: Montreal Canadiens slavijo s 4 proti 2 v zmagah nad Detroit Red Wings
- SP 1966: 1. Sovjetska zveza, 2. Češkoslovaška, 3. Kanada[10]

## Rojstva
- 1. januar: Mika Nieminen, finski hokejist
- 19. januar: Stefan Edberg, švedski tenisač
- 29. januar: Romário, brazilski nogometaš
- 29. januar: Franz Neuländtner, avstrijski smučarski skakalec
- 31. januar: JJ Lehto, finski dirkač Formule 1
- 31. januar: Anne Ragna Berge, norveška alpska smučarka
- 2. februar: Andrej Česnokov, ruski tenisač
- 5. februar: Rok Petrovič, slovenski alpski smučar († 1993)
- 8. februar: Hristo Stojčkov, bolgarski nogometaš
- 11. februar: Roman Kejžar, slovenski atlet
- 20. februar: Christina Meier-Höck, nemška alpska smučarka
- 21. februar: Michaela Marzola, italijanska alpska smučarka
- 13. marec: Lenka Kebrlová, češka alpska smučarka
- 22. marec: Katharina Gutensohn, nemško-avstrijska alpska smučarka in smučarka prostega sloga
- 26. marec: Helena Javornik, slovenska atletinja
- 28. marec: Jiří Kučera, češki hokejist
- 30. marec: Sieglinde Winkler, avstrijska alpska smučarka
- 31. marec: Roger Black, angleški atlet
- 4. april: Finn Christian Jagge, norveški alpski smučar
- 7. april: Michela Figini, švicarska alpska smučarka
- 8. april: Mark Blundell, britanski dirkač
- 14. april: Jan Boklöv, švedski smučarski skakalec
- 18. april: Valerij Kamenski, ruski hokejist
- 18. april: Trine Hattestad, norveška atletinja
- 10. maj: Jonathan Edwards, angleški atlet
- 10. maj: Mikael Andersson, švedski hokejist
- 17. maj: Per Magnus Andersson, švedski rokometaš
- 23. maj: Gary Roberts, kanadski hokejist
- 24. maj: Eric Cantona, francoski nogometaš
- 22. maj: George Best, severnoirski nogometaš
- 12. junij: Mikael Johansson, švedski hokejist
- 16. junij: Jan Železný, češki atlet
- 18. junij: Dan O'Brien, ameriški atlet
- 3. julij: Hélène Barbier, francoska alpska smučarka
- 30. julij: Veronika Wallinger-Stallmaier, avstrijska alpska smučarka
- 18. avgust: Lars Karlsson, švedski hokejist
- 22. avgust: Dimitrij Frolov, ruski hokejist
- 22. avgust: Fredrik Stillman, švedski hokejist
- 13. september: Igor Kravčuk, ruski hokejist
- 14. september: Iztok Puc, slovenski rokometaš († 2011)
- 14. september: Klemen Bergant, slovenski alpski smučar
- 16. september: Kevin Young, ameriški atlet
- 27. september: Matjaž Zupan, slovenski smučarski skakalec in trener
- 5. oktober: Fredrik Olausson, švedski hokejist
- 10. oktober: Karen Percy Lowe, kanadska alpska smučarka
- 10. oktober: Tony Adams, angleški nogometaš in trener
- 23. oktober: Alessandro »Alex« Zanardi, italijanski dirkač
- 30. november: Mika Salo, finski dirkač Formule 1
- 13. december: Jure Zdovc, slovenski košarkar in trener
- 19. december: Alberto Tomba, italijanski alpski smučar
- 21. december: Nenad Kljaić, hrvaški rokometaš

## Smrti
- 19. januar: Frank »The Flash« Foyston, kanadski hokejist in trener (* 1891)
- 11. januar: Juho Pietari Hannes Kolehmainen, finski atlet (* 1889)
- 2. februar: Jarmo Wasama, finski hokejist (* 1943)
- 13. april: Francis "Pembroke Peach" Nighbor, kanadski profesionalni hokejist in trener (* 1893)
- 11. junij: Jimmy Davies, ameriški dirkač (* 1929)
- 30. junij: Giuseppe »Nino« Farina, italijanski dirkač Formule 1 (* 1906)
- 31. avgust: Jaroslav Jirkovský, češki hokejist (* 1891)
- 19. september: Albert Divo, francoski dirkač (* 1895)
- 10. oktober: Charlotte Cooper, angleška tenisačica (* 1870)
- 10. november: Evelyn Georgianna Sears, ameriška tenisačica (* 1875)
- 12. november: Don Branson, ameriški dirkač (* 1920)
- 16. november: Herbert Keßler, švicarski hokejist (* 1912)
- 1966: Esna Boyd Robertson, avstralska tenisačica, * 1899)